# 니스 축구 국가대표팀
니스 백국 축구 국가대표팀(프랑스어: Équipe du Comté de Nice de football)은 프랑스의 니스 백국 지역을 대표하는 축구팀이다. 이 팀은 FIFA 및 유럽 축구 연맹 회원국이 아니기 때문에 FIFA 및 유럽 축구 연맹이 주관하는 대회에는 참가하지 않으며 오직 독립 축구 협회 연맹이 주관하는 대회에만 참가할 수 있다. 2014년 CONIFA 월드 풋볼컵에서 우승컵을 들어올리면서 CONIFA 월드 풋볼컵의 초대 챔피언이 되었고 2015년 CONIFA 유러피언 풋볼컵에선 준우승을 차지했다.

## CONIFA 월드 풋볼컵 기록
- 2014년 - 우승 (4승 1무/8득점·5실점)
- 2016년 - 기권
- 2018년 - 불참

## CONIFA 유러피언 풋볼컵 기록
- 2015년 - 준우승 (3승 1패/11득점·8실점)
- 2017년 - 불참